# Anti-Amor
"Anti-Amor" é uma canção do cantor e compositor brasileiro Gustavo Mioto em parceria com a dupla sertaneja Jorge & Mateus, lançada no dia 17 de novembro de 2017.

## Desempenho nas tabelas musicais
| Chart          | Maior posição |
| -------------- | ------------- |
| Top 100 Brasil | 3             |

## Vendas e certificações
| País   | Certificação | Vendas   |
| ------ | ------------ | -------- |
| Brasil | - Platina    | - 80.000 |